# Saul Alinsky

Saul Alinsky, 1963

Saul David Alinsky (* 30. Januar 1909 in Chicago, Illinois, USA; † 12. Juni 1972 in Carmel, Kalifornien, USA) war ein US-amerikanischer Bürgerrechtler, Wegbereiter des Community Organizing und Gründer der Industrial Areas Foundation.

## Leben
Saul D. Alinsky wuchs im jüdischen Viertel von Chicago auf, einer Gegend, die Alinsky später „the slum district of the slum“ (engl. für: Der Slum innerhalb des Slums) nannte. Alinsky wurde streng jüdisch-orthodox erzogen und ausgebildet, stand aber entgegen den Hoffnungen der Eltern ihrem Glauben distanziert gegenüber.
Nach Abschluss seiner Schullaufbahn immatrikulierte er sich 1926 an der Universität Chicago, wo er zunächst einen Bachelor-Abschluss in Archäologie machte. Bereits während seines Archäologiestudiums nahm er an Veranstaltungen des Soziologen Ernest Burgess teil. Sein verstärktes soziales Engagement sowie das Schwinden der beruflichen Möglichkeiten für Archäologen auf Grund der Weltwirtschaftskrise führten zum Abbruch von Alinskys Archäologenkarriere.
Im Rahmen eines Graduiertenstipendiums begann Alinsky 1930, Kriminologie und Soziologie zu studieren. Er hatte ein ambivalentes Verhältnis zur Soziologie, da ihn auf der einen Seite die Forschungsfelder faszinierten, er aber ein tiefes Misstrauen gegenüber Akademikern und insbesondere gegenüber Soziologen hatte, die in seiner Wahrnehmung realitätsfremd waren. Insbesondere die Distanziertheit zum Forschungsobjekt kritisierte Alinsky als nicht ausreichende Auseinandersetzung mit dem individuellen Leid und Elend der Menschen in den Slums. Als Folge brach er im Jahre 1938 sein Studium ab. Dennoch bildeten viele Methoden der empirischen Sozialforschung sowie die Theorien und Modelle, die an der Chicago School of Sociology entwickelt wurden, die Grundlage für Alinskys späteren eigenen Ansatz. Insbesondere die Methode des nosing around (teilnehmenden Beobachtung), die er während seiner Mitarbeit in diversen Universitätsforschungsprojekten gelernt hatte, wurde Teil seiner Methodik. Des Weiteren bildete William I. Thomas’ Ansatz der Four Wishes als Motivstruktur jeglichen Handelns die Grundlage für Alinskys eigene Persönlichkeitstheorie. Speziell der Aufsatz von Ernest Burgess Can Neighborhood Work have a Scientific Base? war Anstoß für Alinskys Interesse an der Nachbarschaftsarbeit.
1935 arbeitete Alinsky im Chicago Area Project mit, einem Forschungsprojekt von Ernest Burgess und Clifford Shaw, das Konzepte zu erweiterten Handlungsmöglichkeiten bei der Prävention von Jugendkriminalität entwickeln sollte. Alinskys Aufgabengebiet war die Identifizierung von Schlüsselpersonen im Back of the Yards-Viertel (Fleischverpackungsviertel) an Chicagos Westseite. Gleichzeitig gründete der Gewerkschafter John L. Lewis den Congress of Industrial Organizations (CIO) als Reaktion auf die Politik der American Federation of Labor (AFL), dem zu dieser Zeit größten US-amerikanischen Facharbeitergewerkschaftsbund. Die CIO ermöglichte als Dachverband der Industriearbeiter zum ersten Mal den Zusammenschluss aller vormals voneinander unabhängigen Einzelgewerkschaften in der Industrieproduktion. Lewis schuf somit eine „Organisation der Organisationen“. Lewis’ Organisationskampagne in der Fleischverpackungsindustrie fand gleichzeitig mit Alinskys Arbeit im Chicago Area Project statt. So lernten sich beide kennen und Alinsky begann sich an der Organisationskampagne der CIO zu beteiligen. Lewis wurde so zu einem der wichtigsten Lehrer Alinskys. Für Alinsky war jedoch klar, dass er kein Gewerkschafter sein konnte.
Vor dem Hintergrund des verstärkten Aufkommens von faschistischen Bewegungen, die versuchten, die Aussichtslosigkeit der Slumbewohner auszunutzen, entwickelte Alinsky die Idee, nach dem Modell von Lewis eine Bürgerdachorganisation zu gründen, die die lokalen Einrichtungen, Vereine und Organisationen im Viertel vereinen sollte. Auf diesem Weg könnte die Position des Viertels bei Verhandlungen um bessere Lebensbedingungen nach außen gestärkt werden.

## Community Organizing nach Saul Alinsky
Am 14. Juli 1939 fand der Gründungskongress des Back of the Yards Neighborhood Council (BYNC) statt. Im Council vertreten waren nahezu alle wichtigen lokalen Organisationen, Gewerkschaften (AFL und CIO), Geschäftsleute, Vertreter von Sport- und Sozialvereinen, Lehrer sowie Priester (die katholischen Priester besetzten 1/3 der Komiteesitze). Als eine der ersten Handlungen erklärte sich das BYNC solidarisch mit der lokalen Gewerkschaftsgruppe PWOC, die von der CIO initiiert worden war. Diese Allianz stellte ein Novum dar, denn zuvor hatte es unter keinen Umständen eine Allianz zwischen der katholischen Kirche und einer linken Gewerkschaftsorganisation gegeben. Alinsky hatte es geschafft, beide Parteien im Kampf um bessere Lebensbedingungen im Viertel zu vereinen. Dank dieser Allianz wurde die medizinische Versorgung verbessert, die Müllabfuhr neu organisiert, Freizeiteinrichtungen geschaffen, ein Mittagstisch für Kinder mit 1.200 warmen Mahlzeiten täglich, ein Sommercamp-Programm für die Kinder und ein Community-Fonds eingerichtet, die darüber hinaus für Verbesserungen sorgten.
Alinsky grenzte seine Arbeit im BYNC klar von der Sozialarbeit ab, der er vorwarf, Wohlfahrtskolonialismus zu betreiben und paternalistisch zu sein. Alinsky fasste seine eigene Rolle im BYNC von Anfang an als die eines „Technikers“ auf. Er sah sich als externer Lehrer und Unterstützer, nicht als ein Anführer der Bewegung. Das Community Organizing sollte sich auf lokale Demokratie stützen, nicht auf eine externe Autorität. Sein Ansatz basierte auf dem Subsidiaritätsprinzip der katholischen Soziallehre, nach der kleine gesellschaftliche Einheiten in die Lage versetzt werden müssten, ihre Probleme selbst zu lösen. Ein Eingreifen von größeren gesellschaftlichen Einheiten (i. d. R. der Staat), würde demnach nur gestattet und gefordert sein, wenn dieses Prinzip versagen würde. Ein weiterer von Alinsky übernommener Ansatz entstammt dem Soziologen William I. Thomas, wonach die selbst kontrollierten Organisationen der Einwanderer von zentraler Bedeutung für die Integration in die US-amerikanische Gesellschaft darstellten. In seinen Büchern gab er kurze, präzise, regelartige und zum Teil umstrittene Hinweise für den politischen Kampf, als den er die gesellschaftliche Anteilnahme sah, -insbesondere für die Habenichts (Have-nots)-.
Als Reaktion auf den Erfolg des BYNC gründete Alinsky gemeinsam mit dem Bischof der katholischen Erzdiözese Chicagos, Bernhard J. Sheil, sowie Marshall Field III., Millionär und Besitzer einer erfolgreichen Warenhauskette, Kathryn Lewis, der Tochter des Gewerkschaftsführers John L. Lewis, und Joseph Meegan, der zuvor bereits beim Aufbau des BYNC beteiligt gewesen war, 1939 die Industrial Areas Foundation (IAF). Die IAF sollte Bürgerorganisationen als Beratungs- und Koordinierungsstelle dienen, die in Vierteln aktiv waren, die vergleichbare Probleme wie das Back-of-the-Yards-Viertel hatten. Darüber hinaus diente die IAF als finanzielle Absicherung für Alinsky, der fortan als professioneller Organizer tätig war.
Einige der größten zivilgesellschaftlichen Erfolge Alinskys Arbeit waren Organisationskampagnen zur Verbesserung der Lebensbedingungen in Ghettos der Afro-Amerikaner in Chicago (Woodlawn, 1958), sowie zur Gleichstellung von schwarzen Arbeitern bei Eastman Kodak in Rochester (1964).
Saul D. Alinsky starb 1972 unerwartet an einem Herzinfarkt. Sein Schüler und langjähriger Mitarbeiter Edward T. Chambers übernahm die Leitung der Industrial Areas Foundation, die er bis zu seinem Tod 2015 innehatte. Die Industrial Areas Foundation ist mittlerweile das größte Netzwerk für Community Organizing in den USA mit 56 assoziierten lokalen Organisationen in 21 Bundesstaaten der USA, in Kanada, Großbritannien und in Deutschland.

## Rezeption
Die ehemalige Außenministerin der USA, Hillary Clinton, verfasste 1969 ihre Abschlussarbeit am Wellesley College über Saul Alinsky. Die Arbeit fand 2008 während des Vorwahlkampfs der demokratischen Partei zur Präsidentenwahl der USA große Beachtung, da in Zusammenhang mit den häufigen Schmähungen Alinskys als Kommunist auf Grund seiner Nähe zu den Gewerkschaften, auf diesem Wege Clinton als Linksradikale dargestellt werden sollte. Die Abschlussarbeit Clintons ist mittlerweile nicht mehr öffentlich einsehbar. Der Einfluss von Alinsky auf Hillary Clinton und Barack Obama scheint nichtsdestoweniger erheblich gewesen zu sein.

## Schriften (Auswahl)
- Rules for Radicals. A Practical Primer for Realistic Radicals. Reprint. Vintage Books, New York NY 1989, ISBN 0-679-72113-4 (Erstausgabe 1971).
- Reveille for Radicals. Reprint of 2. updated Edition. Vintage Books, New York NY 1991, ISBN 0-679-72112-6 (Erstausgabe 1946).
- Anleitung zum Mächtigsein. Ausgewählte Schriften. (Deutsche Übersetzung von Reveille for Radicals). 2. Auflage. Lamuv Verlag, Göttingen 1999, ISBN 3-88977-559-4 (Lamuv-Taschenbuch 268).
- Call Me a Radical: Organizing und Enpowerment - Politische Schriften. Karl-Klaus Rabe (Herausgeber, Übersetzer), Regina Görner (Herausgeber), Eric Leiderer (Herausgeber), Saul D. Alinsky (Autor). Lamuv Verlag, Göttingen 2011, ISBN 978-3-88977-692-1, (Wiederauflage der Übersetzung von Karl-Klaus Rabe aus Anleitung zum Mächtigsein in Zusammenarbeit mit der IG Metall Jugend).
- John L. Lewis. An Unauthorized Biography. Kessinger Publishing, Whitefish MT 2007, ISBN 978-1-4325-9217-2.
- A Sociological Technique in Clinical Criminology. In: American Prison Association: Proceedings of the Sixty-fourth Annual Congress of the American Prison Association. W. B. Burford, Indianapolis IN 1932, ISSN 0065-7948, S. 167–178.
- Community Organization and Analysis. In: American Journal of Sociology, Mai 1941, ISSN 0002-9602, S. 797–808.